# Халк (монета)

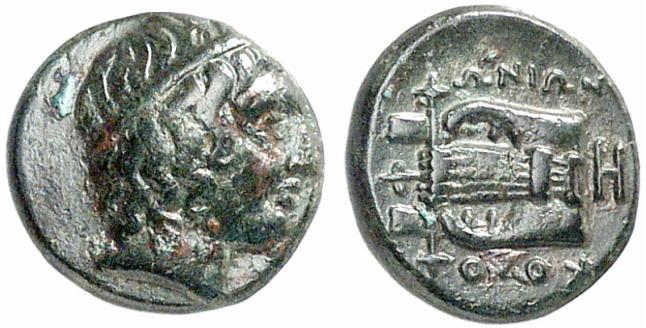
Халк з міста Колофон

Халк — аттична мідна монета.
ЇЇ вартість становила 1/8 обола.

## Співвідношення з іншими одиницями ваги
- 1 талант = 60 мін
- 1 міна = 100 драхм
- 1 драхма = 6 оболів
- 1 обол = 8 Халків
- 1 халк = 2 лепти

Обол часто був найменшою монетою однак по мірі потреби в різні часи розмінювався до 8 рівних частин (халків).

## Див.також
- Стародавні одиниці вимірювання